# Netumbo Nandi-Ndaitwah
Ndemupelila Netumbo Nandi-Ndaitwah, nazywana NNN (ur. 29 października 1952 w Onamutai) – namibijska polityczka, członkini Organizacji Ludu Afryki Południowo-Zachodniej (SWAPO), wicepremier Namibii (2015–2024). W latach 2024–2025 wiceprezydent Namibii. Od 21 marca 2025 Prezydent Namibii.

## Życiorys

### Młodość, wykształcenie i działalność polityczna
Urodziła się we wsi Onamutai, w regionie Oshana, w ówczesnej Afryce Południowo-Zachodniej. Była dziewiątym z 13 dzieci duchownego anglikańskiego. W wieku 14 lat wstąpiła do młodzieżowego skrzydła SWAPO (SYL). Od 1970 przewodniczyła oddziałowi SYL w bantustanie Owamboland. W 1971 została po raz pierwszy aresztowana, zaś w 1972 uczestniczyła w demonstracji na lotnisku w Ondangwa – w trakcie wizyty sekretarza generalnego ONZ Kurta Waldheima. W sierpniu 1973 została ponownie aresztowana. Po opuszczeniu aresztu (w grudniu tego samego roku), udała się na emigrację do Angolii. W latach 1976–1986 wchodziła w skład Komitetu Centralnego SWAPO. Od 1978 do 1980 była zastępcą głównego przedstawiciela tej organizacji w Zambii, a następnie (do 1986) – jej główną przedstawicielką w państwach Afryki Wschodniej, z siedzibą w Dar es Salaam. W 1987 ukończyła studia z zakresu administracji publicznej na Uniwersytecie Kaledońskim w Glasgow, zaś w 1989 stosunki międzynarodowe na Keele University. W tym samym roku powróciła do kraju.
W 1990 została po raz pierwszy wybrana do Zgromadzenia Narodowego (niżej izby Parlamentu Namibii), w skład którego wchodziła do 2024. Pełniła również funkcje rządowe: wiceministra spraw zagranicznych (1990–1996), dyrektor generalnej urzędu ds. kobiet (1996–2000), ministra ds. kobiet i opieki nad dziećmi (2000–2005), ministra informacji (2005–2008) oraz ministra środowiska i turystyki (2008–2012). W 2012 została powołana na stanowisko ministra spraw zagranicznych, zaś od 2015 była również wicepremierem. W marcu 2023 została ogłoszona oficjalną kandydatką SWAPO na urząd prezydenta w wyborach mających się odbyć w następnym roku. 4 lutego 2024 objęła urząd wiceprezydenta Namibii (sprawowany dotychczas przez Nangolo Mbumbę, który zastąpił zmarłego w tym dniu prezydenta Hage Geingoba), rezygnując z funkcji rządowych i mandatu parlamentarnego.
Zwyciężyła w wyborach przeprowadzonych w dniach 27–30 listopada 2024, uzyskując 58,07% głosów. 21 marca 2025, jako pierwsza kobieta w historii, objęła urząd prezydenta Namibii.

### Życie prywatne
W 1983, w Tanzanii poślubiła poznanego 4 lata wcześniej Epaphrasa Denga Ndaitwaha – członka Ludowej Armii Wyzwolenia Namibii (PLAN; wojskowego skrzydła SWAPO), z którym ma 3 synów.